# Pourparlers à six

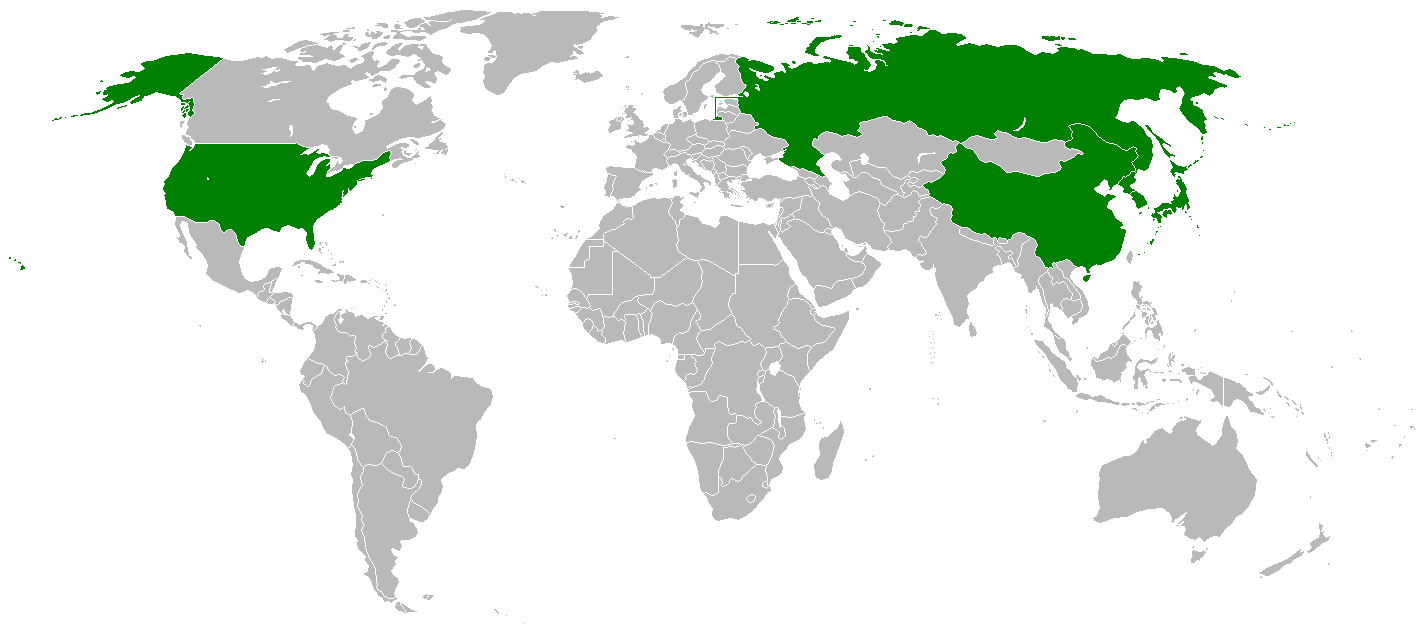
Pays membres des pourparlers à six.

Table des pourparlers à six.

Les pourparlers à six désignent une série de rencontres entre six États - la république populaire de Chine, la Corée du Sud, Corée du Nord, les États-Unis, la fédération de Russie et le Japon.

## Historique
Ces pourparlers s'organisèrent en conséquence du retrait de la Corée du Nord du traité de non-prolifération nucléaire (TNP) en 2003. Le but de ces discussions est de trouver une issue pacifique aux inquiétudes de sécurité soulevées par le programme nucléaire nord-coréen. Les pourparlers à six ont été convoqués 6 fois dont notamment à la suite de l'essai nucléaire nord-coréen du 9 octobre 2006.